# Georg Heinrich von Borcke
Georg Heinrich von Borcke (* 3. Oktober 1686 auf Gut Altwigshagen; † 9. April 1747 ebenda) war ein preußischer Generalleutnant, Chef des Infanterieregiments Nr. 29 sowie Erbherr auf Altwigshagen und Krinicke.

## Leben

### Herkunft
Seine Eltern waren der königlich preußische Landrat Jürgen Heinrich von Borcke (1660–1725) und dessen Ehefrau Ottilia Dorothea, geborene von Quast (1648–1703) aus dem Haus Garz in der Prignitz.

### Militärkarriere
Borcke besuchte zunächst das Gymnasium in Stettin und wurde 1702 in das Kürassierregiment „du Rosey“, in dem zu dieser Zeit auch sein Vater diente, aufgenommen. Er war zunächst Wachtmeister und ab 1702 Kornett. Aber als sein Vater 1704 seinen Abschied nahm, ging auch er. 1705 nahm Borcke als Freiwilliger am Feldzug am Rhein teil. 1706 übernahm ihm der Herzog von Württemberg als Hauptmann der Grenadiere seiner Leibwache. Im Spanischen Erbfolgekrieg kämpfte er bei Malplaquet und bei der Belagerung von Dornick. Dort wurde er schwer verletzt. Borcke erholte sich und wurde noch 1709 Major.
1713 kam er nach Brandenburg zurück und wurde im Jahr darauf Oberstleutnant im Infanterieregiment „von Schlabrendorf“. Mit diesem nahm er am Pommernfeldzug 1715/1716 teil. Während des Krieges überrumpelte er die schwedische Schanze bei Anklam mit nur dreißig Mann. 1717 wurde er in das Infanterieregiment „von Wylich und Lottum“ versetzt, wo er am 21. Juni 1723 Oberst wurde und mit dem Regiment in sein neues Quartier in Ruppin verlegte. 1733 wurde Kronprinz Friedrich sein Regimentschef und so war Borcke 1734 in dessen Gefolge bei der Truppenschau in Mühlberg. Als 1735 der Generalfeldmarschall Finck von Finckenstein starb, wäre er als ältester Oberst üblicherweise Regimentschef geworden. Stattdessen erhielt der Kommandeur des Regiments Andreas Joachim von Kleist dieses. Als Entschädigung versprach man Borcke das nächste vakante Regiment, zudem wurde er Dompropst von Kolberg und erhielt eine Pfründe in Magdeburg mit der Genehmigung, sie verkaufen zu dürfen. 1736 erhielt Borcke das Füsilierregiment „von Bardeleben“ und wurde am 19. Juli 1738 zum Generalmajor befördert.
Nachdem 1740 Friedrich II. zum König gekrönt wurde, wandelte dieser das Füsilierregiment in ein Musketenregiment um. Im September des gleichen Jahres schickte er Borcke mit 1200 Grenadieren und 400 Dragonern in das Bistum Lüttich, um die preußischen Ansprüche auf die Herrlichkeit Herstal zu sichern. 1741 kehrte er mit den Truppen nach Brandenburg zurück und zog 1742 im Ersten Schlesischen Krieg mit dem König nach Böhmen. Am 17. Mai 1742 kämpfte er erfolgreich in der Schlacht bei Chotusitz. Am 25. Mai 1743 ernannte ihn der König zum Generalleutnant (rückwirkend zum 26. Mai 1742). Im Zweiten Schlesischen Krieg kam er wieder nach Böhmen und wurde Kommandant von Breslau, wo er die neuerrichteten Husareneinheiten organisierte. Nach dem Krieg bekam er die Erlaubnis, sich auf seine Güter zurückzuziehen. Dort starb er am 9. April 1747.

## Familie
Georg Heinrich von Borcke war seit 1713 mit Maria Magdalena von Podewils (* 13. September 1697; † 27. März 1785) aus dem Haus Rützenhagen verheiratet. Sie war die Tochter von Georg Joachim von Podewils und Anna Maria von Wedel aus dem Haus Schön. Das Paar hatte folgende Kinder:
- Joachim Heinrich (1713–1733)
- Martin Philipp († 1714)
- Erdmann Kurt (* 24. Juli 1716; † 1. Dezember 1788) ⚭ Marie Sophie von Wedel aus dem Hause Latzko (* 24. Juni 1718; † 16. Februar 1788)
- Hermine Charlotta Sophie Henriette (* 1723)
 ⚭ 1744 Obristwachtmeister Philipp Georg von Borcke (1704–1745)
 ⚭ Oberst von Meseberg († 1781)